# Bradyporus
Bradyporus (лат.) — род прямокрылых насекомых из подсемейства шароголовых кузнечиков отряда прямокрылых. Распространены в Восточной Европе, на Балканском полуострове, в Турции и Иране.

## Виды
В роде Bradyporus 2 подрода с 13 видами:
- Подрод Bradyporus
  - Bradyporus dasypus (Illiger, 1800)
- Подрод Callimenus
  - Bradyporus avanos Ünal, 2011
  - Bradyporus conophallus Ünal, 2011
  - Bradyporus dilatatus (Stål, 1875)
  - Bradyporus karabagi Ünal, 2011
  - Bradyporus latipes (Stål, 1875)
  - Bradyporus macrogaster (Lefebvre, 1831)
  - Bradyporus montandoni (Burr, 1898)
  - Bradyporus multituberculatus (Fischer von Waldheim, 1833) — Степной толстун
  - Bradyporus oniscus (Burmeister, 1838)
  - Bradyporus picurka Garai & Ünal, 2014
  - Bradyporus sureyai Ünal, 2011
  - Bradyporus toros Ünal, 2011